# Sycze (obwód miński)
Sycze (biał. Сычы, Syczy; ros. Сычи, Syczi) – wieś na Białorusi, w obwodzie mińskim, w rejonie nieświeskim, w sielsowiecie Snów.

## Historia
W dwudziestoleciu międzywojennym leżały w Polsce, w województwie nowogródzkim, w powiecie nieświeskim, w gminie Snów. W 1921 miejscowość liczyła 224 mieszkańców, zamieszkałych w 39 budynkach, w tym 202 Polaków i 22 Białorusinów. 193 mieszkańców było wyznania rzymskokatolickiego i 31 prawosławnego.
Po II wojnie światowej w granicach Związku Sowieckiego. Od 1991 w niepodległej Białorusi.